# Grand Prix Brdy
Grand Prix Brdy – międzynarodowy mityng lekkoatletyczny organizowany w latach 1975–1978 w Bydgoszczy. Zawody odbywały się w czerwcu na stadionie Zawiszy. Druga i trzecia edycja mityngu – kolejno w 1976 i 1977 – była połączona z memoriałem Janusza Kusocińskiego. Podczas zawodów osiągnięto kilka dobrych wyników m.in. Piotr Bielczyk w roku 1976 ustanowił rekord Polski w rzucie oszczepem wynikiem 90,78.

## Edycje
| Edycja | Data       | Miasto    | Uwagi                           |
| ------ | ---------- | --------- | ------------------------------- |
| 1975   | 21 czerwca | Bydgoszcz |                                 |
| 1976   | 22 czerwca | Bydgoszcz | wraz z memoriałem Kusocińskiego |
| 1977   | 19 czerwca | Bydgoszcz | wraz z memoriałem Kusocińskiego |
| 1978   | 11 czerwca | Bydgoszcz |                                 |